# Bubo coromandus
Il gufo reale bruno (Bubo coromandus Latham, 1790) è un uccello rapace della famiglia degli Strigidi, diffuso nel sud e sud-est asiatico.